# Gwardia radziecka

Odznaka „Gwardia” (wzór z 1942 roku)

Gwardia radziecka (ros. Советская гвардия) – jednostki i formacje wojskowe oraz okręty Sił Zbrojnych ZSRR, które otrzymały honorowy tytuł „gwardyjskich”.
Tytuł można było otrzymać:
- za zasługi wojskowe – za ogromne bohaterstwo, odwagę i wysokie umiejętności wojskowe wykazane w bitwach podczas II wojny światowej;
- w trakcie formowania – tytuł otrzymywała część artylerii rakietowej (od 4 sierpnia 1941 roku)[1];
- w trakcie formowania – tytuł otrzymywała część wojsk powietrznodesantowych oraz jednostki specjalne wojsk inżynieryjnych;
- przez ciągłość – tytuł otrzymywały nowo powstałe formacje, w skład których wchodziły jednostki (formacje) wcześniej posiadające tytuł „gwardyjskie”;
- przez przynależność do jednostki gwardyjskiej;
- w rocznicę utworzenia.

Pierwsze formacje gwardyjskie utworzono rozkazem Ludowego Komisarza Obrony nr 308 z 18 września 1941 roku, dzień ten jest uważany za narodziny radzieckiej gwardii. Jednostki i formacje gwardyjskie razem z tytułem otrzymywały gwardyjski sztandar, a okręty – gwardyjską flagę Marynarki Wojennej. 
Jako pierwsze otrzymały ten tytuł: 100, 127, 153 i 161 DP, które zostały przemianowane na 1, 2, 3 i 4 DP gw. Do końca wojny miano jednostek gwardyjskich otrzymało 11 armii ogólnowojskowych i 6 armii pancernych, 129 dywizji piechoty, wszystkie oddziały artylerii rakietowej oraz liczne jednostki innych rodzajów sił zbrojnych.
Dla żołnierzy gwardyjskich oddziałów i formacji dekretem Prezydium Rady Najwyższej ZSRR z 21 maja 1942 roku ustanowiono noszoną na piersi odznakę „Gwardia”, a dla marynarzy specjalną tabliczkę. Ten sam dekret wprowadził gwardyjskie stopnie wojskowe – przed rangą wojskową żołnierzy służących w gwardyjskich oddziałach i formacjach dodano na początku słowo „gwardii”, w oddziałach kawalerii – „gwardyjskich wojsk kozackich” (zniesiony w 1943 roku), w marynarce „gwardyjskiej załogi” (wkrótce uproszczona do „gwardyjskiej”).
W Armii Czerwonej i Marynarce Wojennej Związku Radzieckiego na podstawie osobistych rozkazów Kwatery Głównej Naczelnego Dowództwa (Stawki) i Ludowego Komisariatu Obrony ZSRR ustanowiono półtora raza wyższy żołd dla kadry dowódczej i oficerskiej oraz dwukrotnie wyższy dla szeregowych żołnierzy służących w jednostkach gwardyjskich. Początkowo planowano uszycie specjalnego umundurowania dla oddziałów gwardyjskich, jednak ze względu na warunki wojenne wycofano się z tego pomysłu.